# Robert D. Fulton
Robert David Fulton (13 mai 1929 - 21 février 2024) est un homme politique américain qui a brièvement occupé le poste de 37e gouverneur de l'Iowa au cours des 16 premiers jours de 1969, ce qui en fait le gouverneur de l'Iowa ayant exercé le mandat le plus court. Il est également lieutenant-gouverneur de l’Iowa de 1965 à 1969.

## Jeunesse et éducation
Fulton est né à Waterloo, dans l'Iowa, de Lester et Fern Fulton, et il est diplômé de la Waterloo East High School. Il obtient un baccalauréat en sciences de l'Université de l'Iowa et un doctorat en droit de la faculté de droit de l'Université d'État de l'Iowa.

## Carrière
Démocrate, il est membre de la Chambre des représentants de l'Iowa de 1958 à 1960, puis membre du Sénat de l'Iowa de 1962 à 1964. Il remporte ensuite le poste de lieutenant-gouverneur et occupe ce poste du 17 janvier 1965 au 1er janvier 1969. Il sert ensuite brièvement comme gouverneur du 1er au 16 janvier 1969, après l'élection du gouverneur Harold Hughes (en) au Sénat des États-Unis et sa démission ultérieure. Fulton est le dernier démocrate à occuper le poste de gouverneur de l'Iowa jusqu'à l'investiture de Tom Vilsack en 1999.
Le poste de gouverneur de l'Iowa est repris par Robert D. Ray le 16 janvier 1969. Ray a remporté l'élection au poste de gouverneur en novembre 1968, mais, conformément à la constitution de l'État, il ne peut pas occuper le poste de gouverneur avant ce jour. Fulton se présente ensuite pour un mandat complet de gouverneur en 1970, mais est battu par Ray. Après avoir quitté le poste du gouverneur, Fulton est membre du Comité national démocrate et est délégué à la Convention nationale démocrate de 1972.

## Vie privée
Fulton est marié à Rachel Breault de 1955 jusqu'à sa mort en 2015. Ils ont quatre enfants.
Pendant la dernière décennie de sa vie, il réside à Jones Harrison Senior Living à Minneapolis. Il est décédé le 21 février 2024 à l'âge de 94 ans, de causes naturelles,.